# Las Cruces de Cacahuatepec
Las Cruces de Cacahuatepec är en ort i Mexiko.   Den ligger i kommunen Acapulco de Juárez och delstaten Guerrero, i den södra delen av landet, 290 km söder om huvudstaden Mexico City. Las Cruces de Cacahuatepec ligger 137 meter över havet och antalet invånare är 731.
Terrängen runt Las Cruces de Cacahuatepec är platt söderut, men norrut är den kuperad. Runt Las Cruces de Cacahuatepec är det tätbefolkat, med 397 invånare per kvadratkilometer. Närmaste större samhälle är Amatillo, 6,1 km sydväst om Las Cruces de Cacahuatepec. I omgivningarna runt Las Cruces de Cacahuatepec växer i huvudsak lövfällande lövskog.